# Amblypsilopus flavus
Amblypsilopus flavus är en tvåvingeart som först beskrevs av Vanschuytbroeck 1962.  Amblypsilopus flavus ingår i släktet Amblypsilopus och familjen styltflugor.
Artens utbredningsområde är Madagaskar. Inga underarter finns listade i Catalogue of Life.